# San José de Barlovento
San José de Barlovento é uma cidade venezuelana, capital do município de Andrés Bello (Miranda).